# Minouxiinae
Minouxiinae es una subfamilia de foraminíferos bentónicos de la familia Eggerellidae, de la superfamilia Eggerelloidea, del suborden Textulariina y del orden Textulariida. Su rango cronoestratigráfico abarca desde el Bajociense (Jurásico superior) hasta el Maastrichtiense (Cretácico superior).

## Discusión
Clasificaciones previas incluían Minouxiinae en la superfamilia Textularioidea, del suborden Textulariina y del orden Textulariida.

## Clasificación
Minouxiinae incluye a los siguientes géneros:
- Andersenia †
- Minouxia †
- Tetraminouxia †

Otro género inicialmente asignado a Minouxiinae y actualmente clasificado en otra familia es:
- Pseudomarssonella †, ahora en la familia Paravalvulinidae

Otro género considerado en Minouxiinae es:
- Bermudezita †, aceptado como Minouxia